# Pan Tadeusz

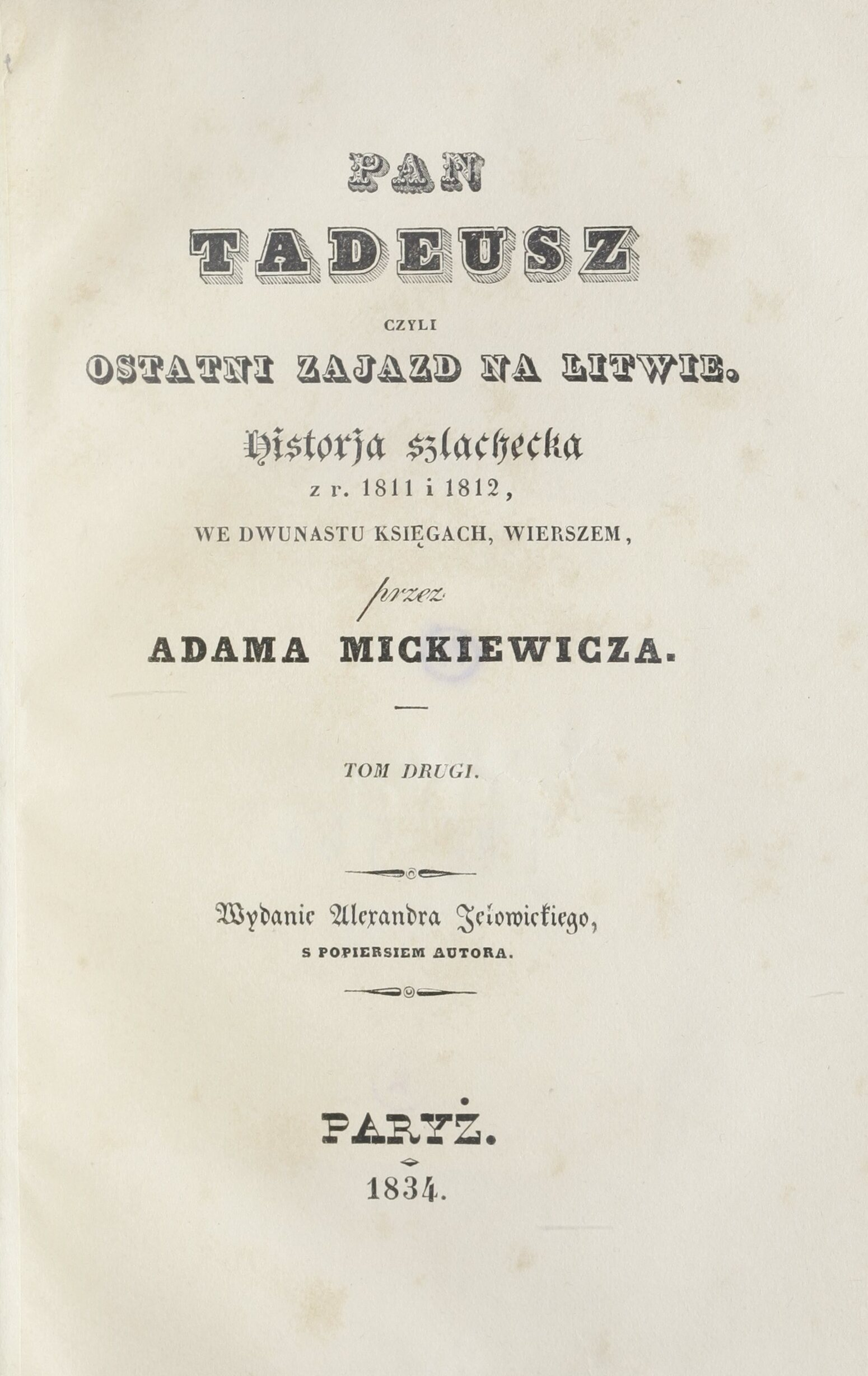
Titelblatt von 1834

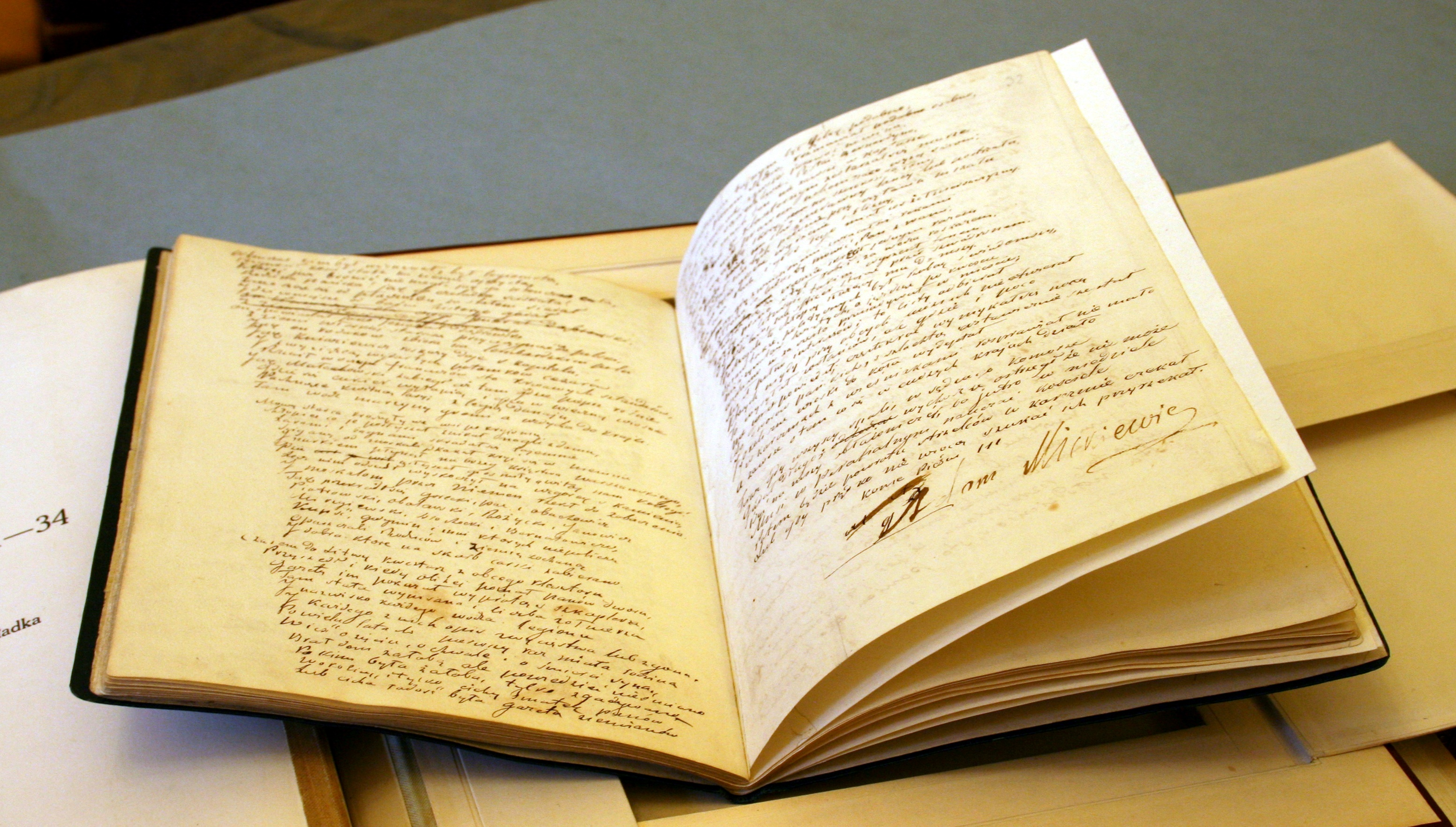
Manuskripte von Pan Tadeusz und Unterschrift von Adam Mickiewicz, Ossolineum in Breslau.

Pan Tadeusz (vollständiger Titel: Pan Tadeusz oder Der letzte Einritt in Litauen. Eine Adelsgeschichte aus dem Jahre 1811 und 1812 in zwölf Versbüchern, Originaltitel: Pan Tadeusz, czyli ostatni zajazd na Litwie. Historia szlachecka z roku 1811 i 1812 we dwunastu księgach wierszem) ist ein großes Versepos des polnischen Schriftstellers und Philosophen Adam Mickiewicz und gilt als das späteste der großen Versepen in der europäischen Literaturgeschichte. Es ist das Nationalepos der Polen. Das Buch wurde 1834 in Paris erstmals veröffentlicht.
Bis heute ist Pan Tadeusz Pflichtlektüre in den polnischen Schulen und nach der Bibel das meistgelesene Buch in Polen.
Im Jahre 1999 produzierte Andrzej Wajda, basierend auf dem Epos, den sehr erfolgreichen und mehrfach ausgezeichneten Spielfilm Pan Tadeusz.

## Inhalt

### Figuren

#### Hauptrollen
Die Helden des Epos sind polnische Landadlige:
- Jacek Soplica (Priester Robak) – Vater von Tadeusz; floh nach seinem Mord an Stolnik Horeszko ins Kloster
- Tadeusz Soplica – der 20-jährige Sohn Jacek Soplicas
- Zosia Horeszkówna – Tochter von Ewa Horeszkówna in der Obhut des Grafen; verliebt in Tadeusz Soplica
- Richter Soplica – Bruder von Jacek Soplica und Hausherr über das Adelsgut Soplica; ein überzeugter Patriot
- Telimena – Kindermädchen Zosias und Einwohnerin Sankt Petersburgs
- Der Graf – Widersacher des Richters Soplica im Streit um das Schloss des ermordeten Stolnik Horeszko; sieht sich im Recht auf das Schloss, indem er sagt, Horeszko sei über sieben Ecken verwandt mit ihm (Buch VI, Vers 16); seine genaue Beziehung mit den Einheimischen erläutert Gerwazy zu Beginn des Versepos im Erzählen von der Geschichte des Schlosses

|                               |                               |                               |                               |                               |                               |  |  |                                 |                                 |                                 |                                 |                                 |                                 | Horeszko (Großvater des Stolnik) |  |  |  |  |  |                                                                                  |                                                                                  |                                                                                  |                                                                                  |                                                                                  |                                                                                  |  |  |  |  |  |  |  |  |  |  |  |  |  |  |  |  |  |  |
|                               |                               |                               |                               |                               |                               |  |  |                                 |                                 |                                 |                                 |                                 |                                 |                                  |  |  |  |  |  |                                                                                  |                                                                                  |                                                                                  |                                                                                  |                                                                                  |                                                                                  |  |  |  |  |  |  |  |  |  |  |  |  |  |  |  |  |  |  |
| Kastellan (Onkel des Stolnik) | Kastellan (Onkel des Stolnik) | Kastellan (Onkel des Stolnik) | Kastellan (Onkel des Stolnik) | Kastellan (Onkel des Stolnik) | Kastellan (Onkel des Stolnik) |  |  | Horeszkówna (Tante des Stolnik) | Horeszkówna (Tante des Stolnik) | Horeszkówna (Tante des Stolnik) | Horeszkówna (Tante des Stolnik) | Horeszkówna (Tante des Stolnik) | Horeszkówna (Tante des Stolnik) |                                  |  |  |  |  |  | Horeszko (Vater des Stolnik)                                                     | Horeszko (Vater des Stolnik)                                                     | Horeszko (Vater des Stolnik)                                                     | Horeszko (Vater des Stolnik)                                                     | Horeszko (Vater des Stolnik)                                                     | Horeszko (Vater des Stolnik)                                                     |  |  |  |  |  |  |  |  |  |  |  |  |  |  |  |  |  |  |
| Kastellan (Onkel des Stolnik) | Kastellan (Onkel des Stolnik) | Kastellan (Onkel des Stolnik) | Kastellan (Onkel des Stolnik) | Kastellan (Onkel des Stolnik) | Kastellan (Onkel des Stolnik) |  |  | Horeszkówna (Tante des Stolnik) | Horeszkówna (Tante des Stolnik) | Horeszkówna (Tante des Stolnik) | Horeszkówna (Tante des Stolnik) | Horeszkówna (Tante des Stolnik) | Horeszkówna (Tante des Stolnik) |                                  |  |  |  |  |  | Horeszko (Vater des Stolnik)                                                     | Horeszko (Vater des Stolnik)                                                     | Horeszko (Vater des Stolnik)                                                     | Horeszko (Vater des Stolnik)                                                     | Horeszko (Vater des Stolnik)                                                     | Horeszko (Vater des Stolnik)                                                     |  |  |  |  |  |  |  |  |  |  |  |  |  |  |  |  |  |  |
|                               |                               |                               |                               |                               |                               |  |  |                                 |                                 |                                 |                                 |                                 |                                 |                                  |  |  |  |  |  |                                                                                  |                                                                                  |                                                                                  |                                                                                  |                                                                                  |                                                                                  |  |  |  |  |  |  |  |  |  |  |  |  |  |  |  |  |  |  |
|                               |                               |                               |                               |                               |                               |  |  |                                 |                                 |                                 |                                 |                                 |                                 |                                  |  |  |  |  |  |                                                                                  |                                                                                  |                                                                                  |                                                                                  |                                                                                  |                                                                                  |  |  |  |  |  |  |  |  |  |  |  |  |  |  |  |  |  |  |
| 1. Tochter des Kastellan      | 1. Tochter des Kastellan      | 1. Tochter des Kastellan      | 1. Tochter des Kastellan      | 1. Tochter des Kastellan      | 1. Tochter des Kastellan      |  |  | 2. Tochter des Kastellan        | 2. Tochter des Kastellan        | 2. Tochter des Kastellan        | 2. Tochter des Kastellan        | 2. Tochter des Kastellan        | 2. Tochter des Kastellan        |                                  |  |  |  |  |  | Stolnik Horeszko                                                                 | Stolnik Horeszko                                                                 | Stolnik Horeszko                                                                 | Stolnik Horeszko                                                                 | Stolnik Horeszko                                                                 | Stolnik Horeszko                                                                 |  |  |  |  |  |  |  |  |  |  |  |  |  |  |  |  |  |  |
| 1. Tochter des Kastellan      | 1. Tochter des Kastellan      | 1. Tochter des Kastellan      | 1. Tochter des Kastellan      | 1. Tochter des Kastellan      | 1. Tochter des Kastellan      |  |  | 2. Tochter des Kastellan        | 2. Tochter des Kastellan        | 2. Tochter des Kastellan        | 2. Tochter des Kastellan        | 2. Tochter des Kastellan        | 2. Tochter des Kastellan        |                                  |  |  |  |  |  | Stolnik Horeszko                                                                 | Stolnik Horeszko                                                                 | Stolnik Horeszko                                                                 | Stolnik Horeszko                                                                 | Stolnik Horeszko                                                                 | Stolnik Horeszko                                                                 |  |  |  |  |  |  |  |  |  |  |  |  |  |  |  |  |  |  |
|                               |                               |                               |                               |                               |                               |  |  | Łowczyna (Mutter des Grafen)    | Łowczyna (Mutter des Grafen)    | Łowczyna (Mutter des Grafen)    | Łowczyna (Mutter des Grafen)    | Łowczyna (Mutter des Grafen)    | Łowczyna (Mutter des Grafen)    |                                  |  |  |  |  |  | Ewa Horeszkówna (Tochter des Stolnik) ihr machte Jacek Soplica vergebens den Hof | Ewa Horeszkówna (Tochter des Stolnik) ihr machte Jacek Soplica vergebens den Hof | Ewa Horeszkówna (Tochter des Stolnik) ihr machte Jacek Soplica vergebens den Hof | Ewa Horeszkówna (Tochter des Stolnik) ihr machte Jacek Soplica vergebens den Hof | Ewa Horeszkówna (Tochter des Stolnik) ihr machte Jacek Soplica vergebens den Hof | Ewa Horeszkówna (Tochter des Stolnik) ihr machte Jacek Soplica vergebens den Hof |  |  |  |  |  |  |  |  |  |  |  |  |  |  |  |  |  |  |
|                               |                               |                               |                               |                               |                               |  |  | Łowczyna (Mutter des Grafen)    | Łowczyna (Mutter des Grafen)    | Łowczyna (Mutter des Grafen)    | Łowczyna (Mutter des Grafen)    | Łowczyna (Mutter des Grafen)    | Łowczyna (Mutter des Grafen)    |                                  |  |  |  |  |  | Ewa Horeszkówna (Tochter des Stolnik) ihr machte Jacek Soplica vergebens den Hof | Ewa Horeszkówna (Tochter des Stolnik) ihr machte Jacek Soplica vergebens den Hof | Ewa Horeszkówna (Tochter des Stolnik) ihr machte Jacek Soplica vergebens den Hof | Ewa Horeszkówna (Tochter des Stolnik) ihr machte Jacek Soplica vergebens den Hof | Ewa Horeszkówna (Tochter des Stolnik) ihr machte Jacek Soplica vergebens den Hof | Ewa Horeszkówna (Tochter des Stolnik) ihr machte Jacek Soplica vergebens den Hof |  |  |  |  |  |  |  |  |  |  |  |  |  |  |  |  |  |  |
|                               |                               |                               |                               |                               |                               |  |  | Graf                            | Graf                            | Graf                            | Graf                            | Graf                            | Graf                            |                                  |  |  |  |  |  | Zosia Horeszkówna (Enkelin des Stolnik) liebt Tadeusz Soplica                    | Zosia Horeszkówna (Enkelin des Stolnik) liebt Tadeusz Soplica                    | Zosia Horeszkówna (Enkelin des Stolnik) liebt Tadeusz Soplica                    | Zosia Horeszkówna (Enkelin des Stolnik) liebt Tadeusz Soplica                    | Zosia Horeszkówna (Enkelin des Stolnik) liebt Tadeusz Soplica                    | Zosia Horeszkówna (Enkelin des Stolnik) liebt Tadeusz Soplica                    |  |  |  |  |  |  |  |  |  |  |  |  |  |  |  |  |  |  |

Rot = Adelsgeschlecht Horeszko

Grün = Adelsgeschlecht des Kastellans
- Gerwazy Rębajło – Schlossverwalter des Grafen (diente schon unter Stolnik Horeszko)

#### Nebenrollen
- Adam Mickiewicz – der Erzähler
- Protazy – Hausmeister vom Richter Soplica
- Maciej Królik-Rózeczka
- Jankiel – ein Jude der alten und weit bekannten Herzensgüte
- Napoleon Bonaparte – Verbündeter des polnischen Volkes sowie Anführer der Französischen Revolution

### Handlung
Polnische Emigranten erinnern sich 1834 in Paris an den letzten Aufstand gegen den Zaren in Polen-Litauen. Adam Mickiewicz ist einer von ihnen und erzählt die Geschichte des Pan Tadeusz. Der junge Tadeusz Soplica kehrt 1811 nach Beendigung seiner Studien auf das polnische Adelsgut seiner Familie in Litauen zurück. Dort erwartet ihn sein Vormund und Bruder seines Vaters, der Richter Soplica. Der Richter führt das Anwesen. Das Haus seiner Familie macht einen völlig leeren Eindruck. Tadeusz sucht sein einstiges Kinderzimmer auf und entdeckt das Mädchen Zosia.
Am Abend gibt es ein großes Fest im Schloss der Grafenfamilie. Tadeusz verliebt sich in die schöne Telimena, die wesentlich älter ist als Tadeusz und auch vom Grafen umworben wird. Es stellt sich heraus, dass das Mädchen Zosia unter der Obhut der Grafenfamilie steht und in seinem ehemaligen Zimmer wohnt. Die Gefühle für Telimena und für Zosia verwirren den jungen Tadeusz. Sie machen ihn blind für die Geschehnisse um ihn herum. So erkennt er im Priester Robak auch nicht seinen Vater Jacek Soplica. Jacek Soplica brachte Schande über die Familie Soplica. Wegen Mordes an dem im Schloss einst herrschenden Stolnik Horeszko war er in ein Kloster geflohen. Seitdem lebt die Familie Soplica im Streit mit der Grafenfamilie und ist den Rachegelüsten des treuen Schlossverwalters Gerwazy ausgesetzt. Im Gewand des Priesters Robak kehrt Jacek Soplica nun zurück. Der patriotische Priester Robak erkennt die Möglichkeit, dass Polen seine Unabhängigkeit zurückerlangen kann. Es kommt zum Aufstand gegen den Zaren. Robak wird tödlich verwundet und gibt sich auf dem Sterbebett zu erkennen. Es kommt zur Versöhnung zwischen den Familien, und Tadeusz kann sich mit Zosia verloben.

### Zwölf Bücher (Gesänge)
Adam Mickiewicz veröffentlichte sein großes Versepos verteilt auf 12 Bücher (oder auch 12 Gesänge) und ließ zu jedem Buch
 von Michał Elwiro Andriolli eine Illustration passend zum Buchtitel anfertigen:

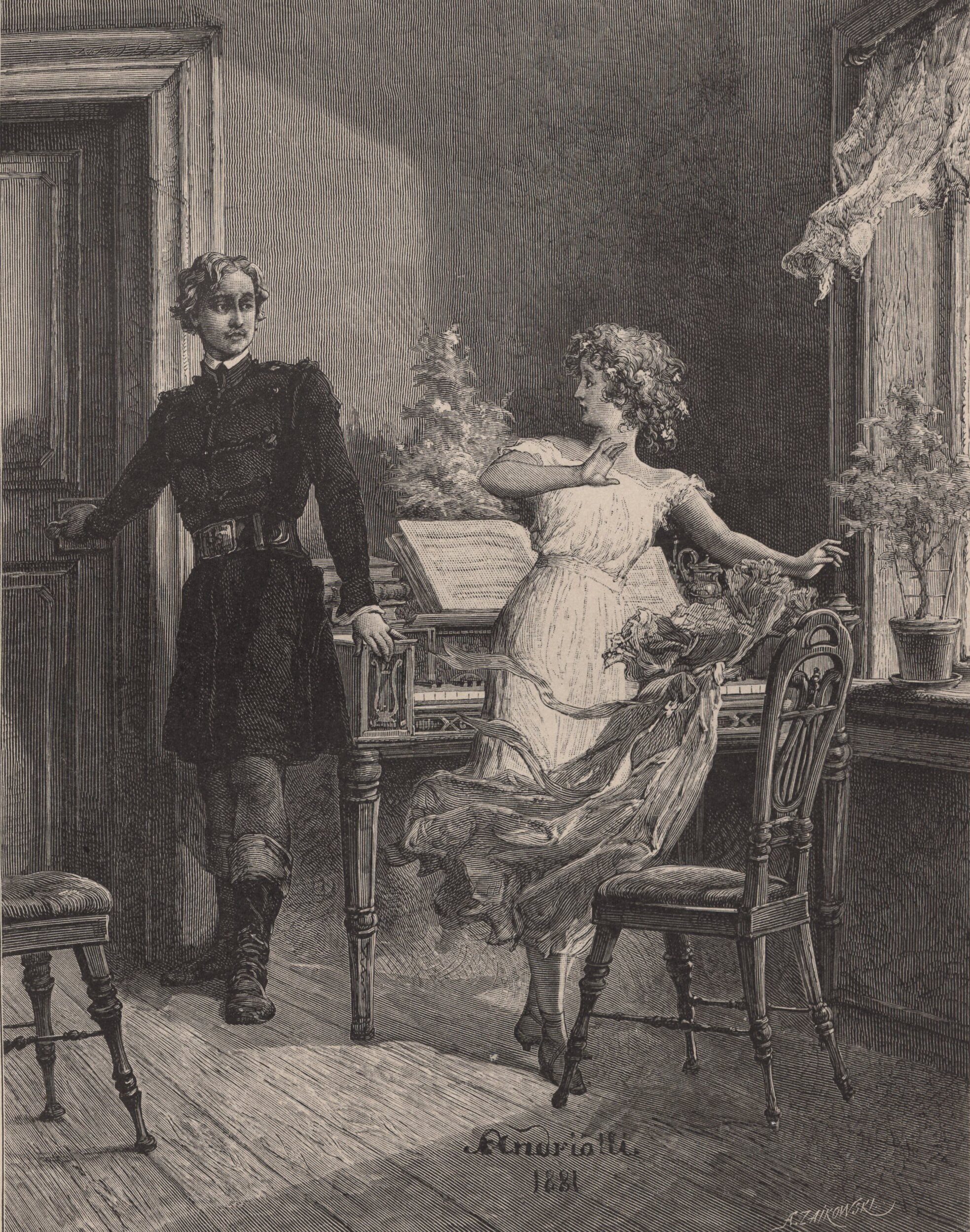
Buch I Die Wirtschaft
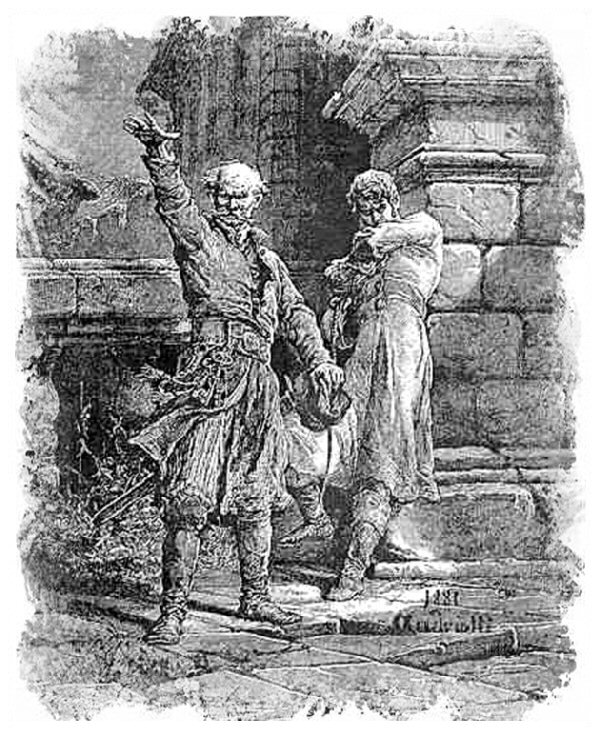
Buch II Das Schloss
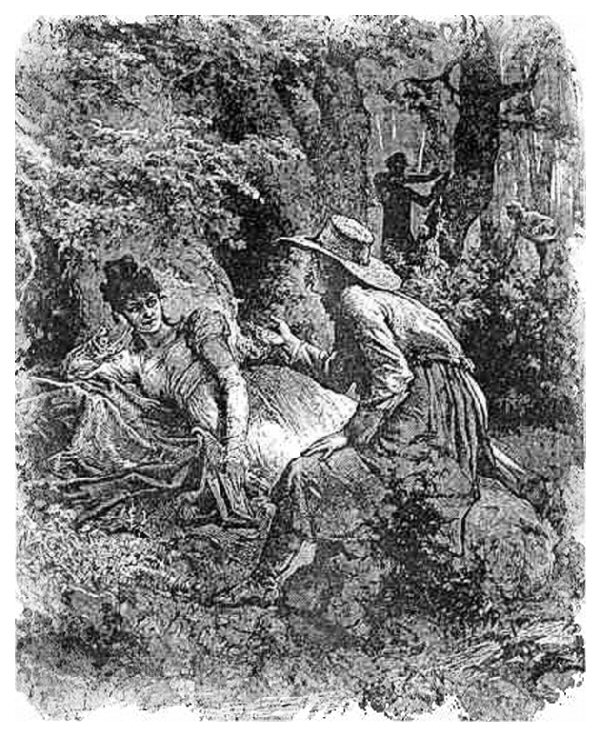
Buch III Kurmacherei
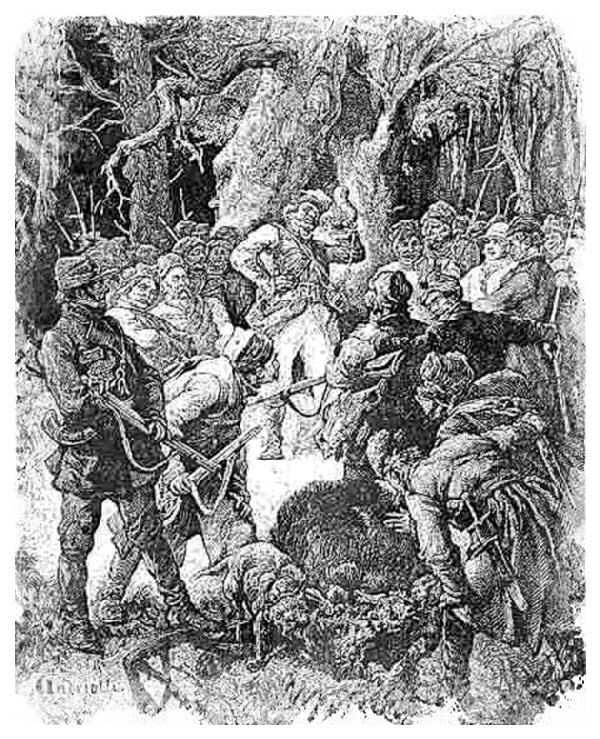
Buch IV Diplomatie und Jagd
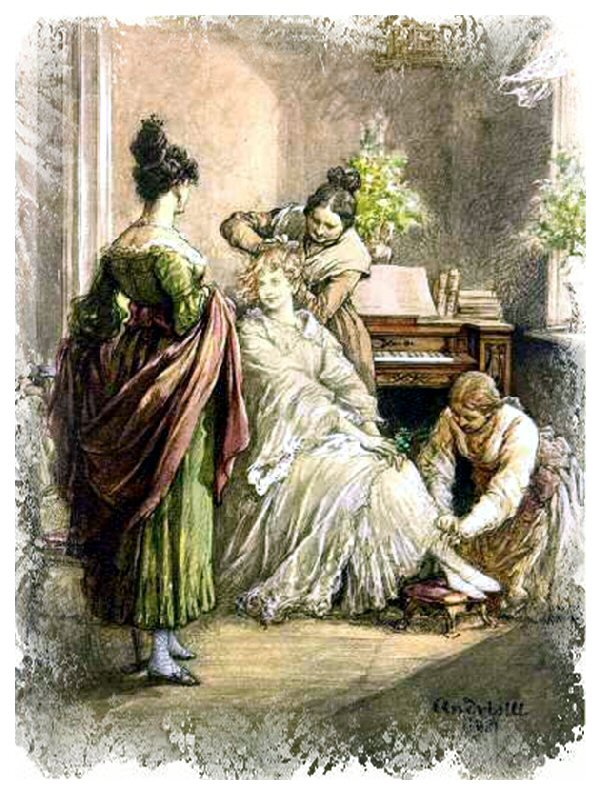
Buch V Der Streit
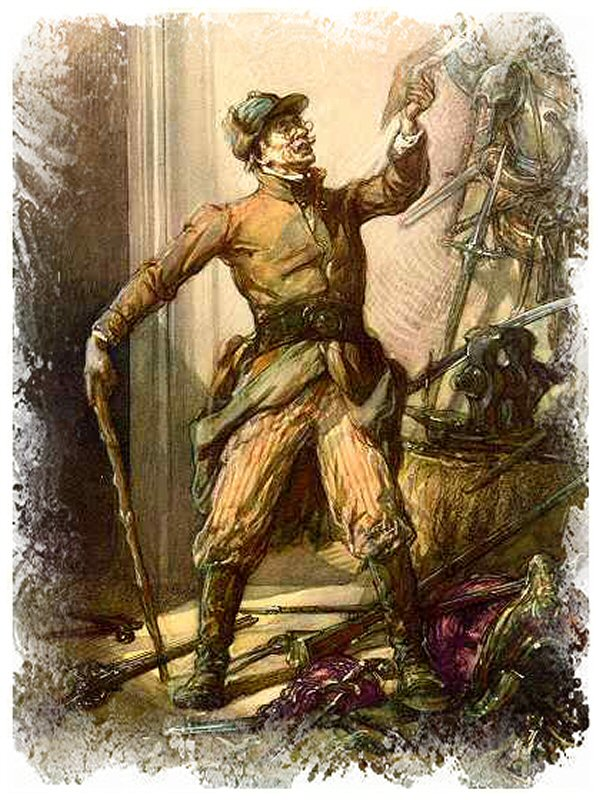
Buch VI Der Edelweiler
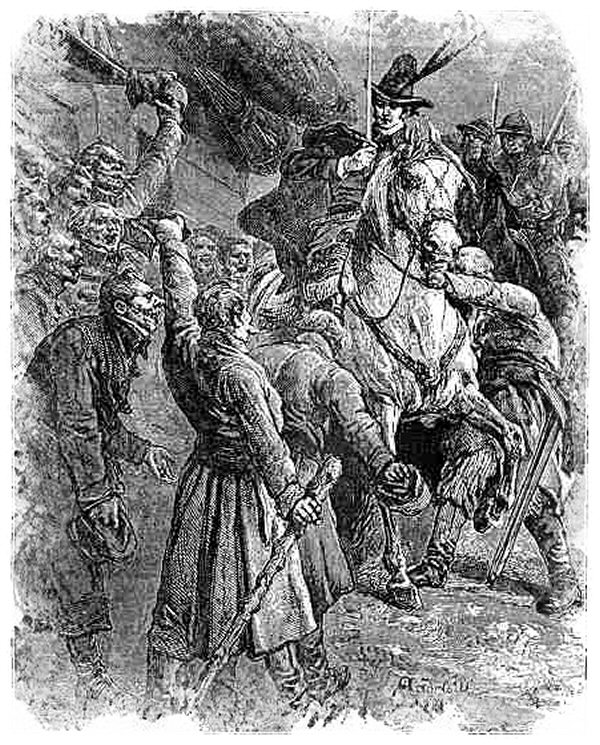
Buch VII Die Beratung
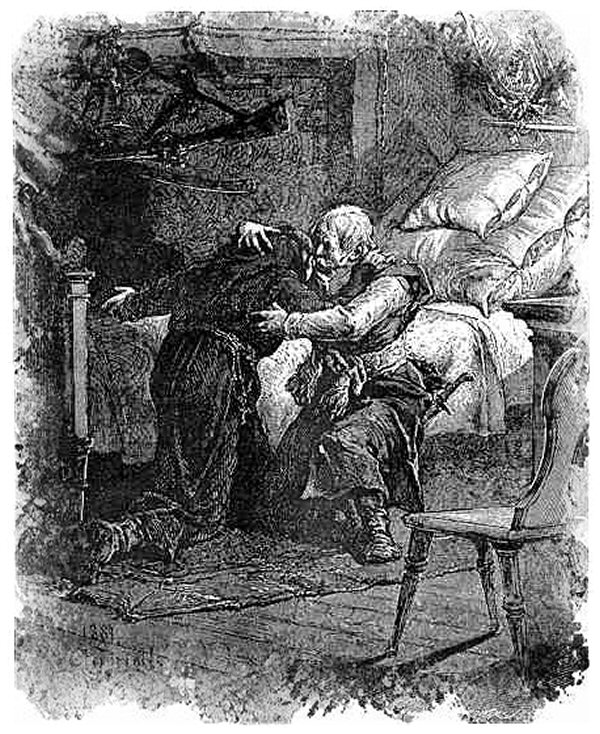
Buch VIII Das Gasthaus
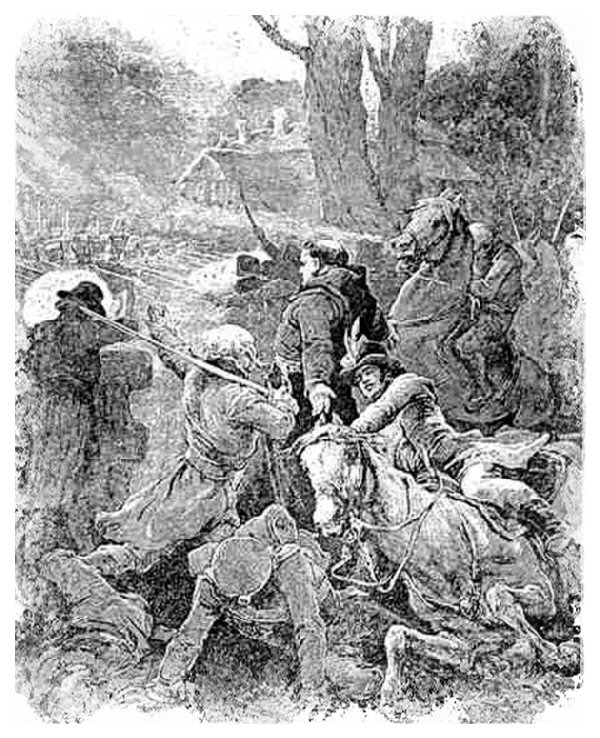
Buch IX Der Kampf
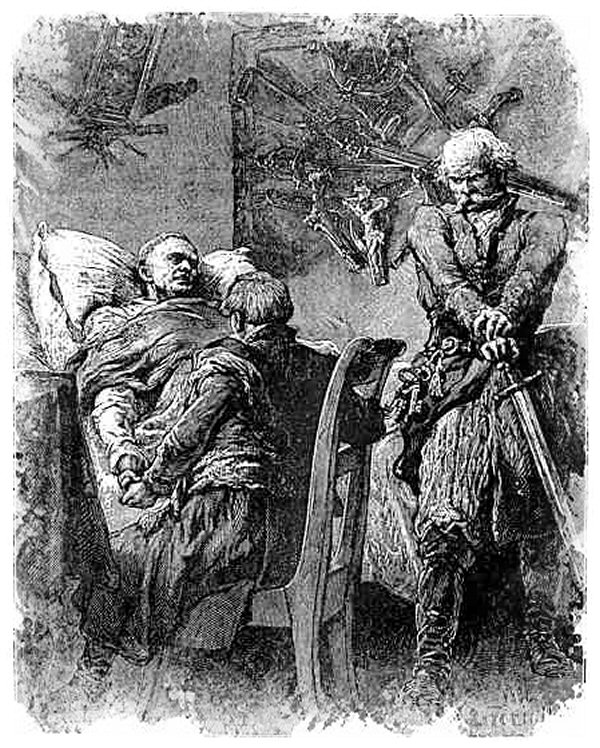
Buch X Die Emigration. Jacek
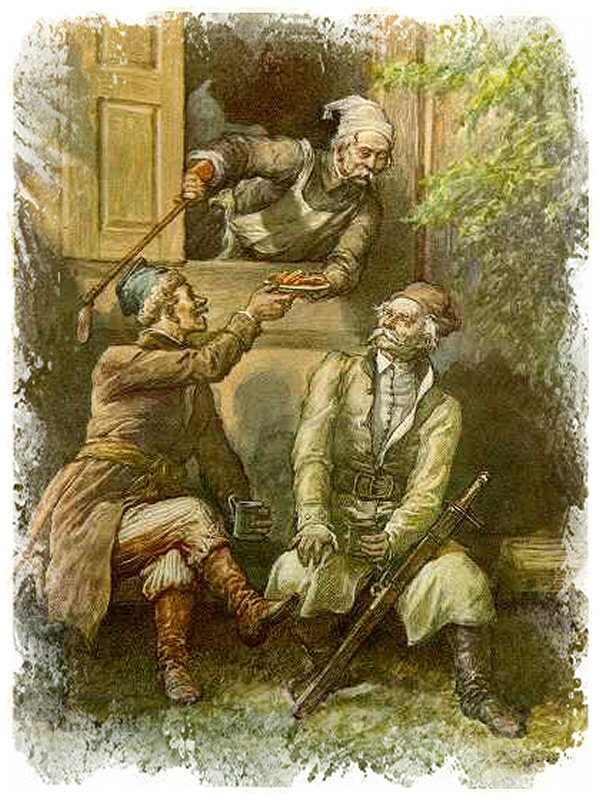
Buch XI Das Jahr 1812
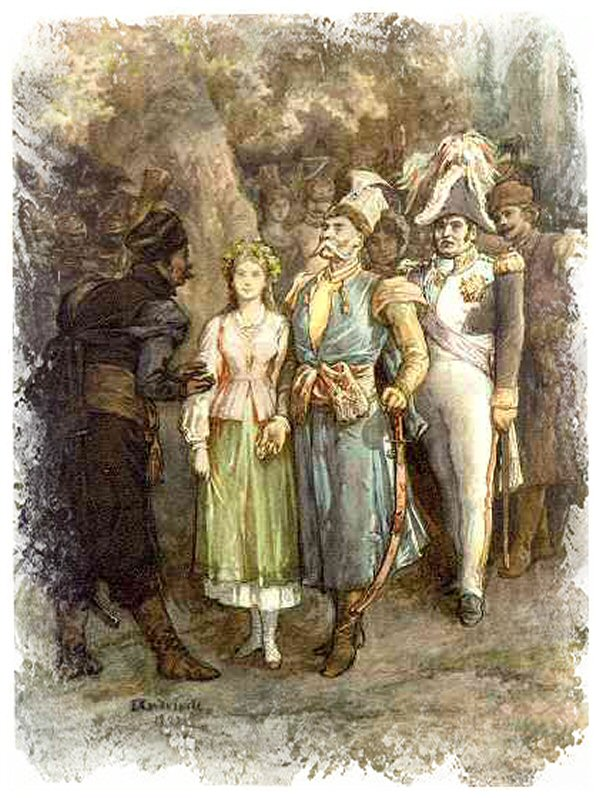
Buch XII Lieben wir uns!

## Bedeutung und Ruhm
Adam Mickiewicz verfasste alle seine Werke in polnischer Sprache. Er lebte in der Kultur Polen-Litauens des 18. Jahrhunderts, einem multikulturellen Staat, der die heute separaten Länder Polen, Litauen, Lettland, Belarus und Ukraine oder Teile davon umfasst. Zahlreiche Zitate aus seinem Pan Tadeusz sind in die polnische Umgangssprache eingegangen. Die ersten beiden Buchverse kennt jeder Pole:

„Litwo! Ojczyzno moja! ty jesteś jak zdrowie;

Ile cię trzeba cenić, ten tylko się dowie, Kto cię stracił.”

„Litauen! Wie die Gesundheit bist du, mein Vaterland;

Wer dich noch nie verloren, der hat dich nicht erkannt.“

## Deutsche Übersetzungen
- 1882: Herr Thaddäus oder Der letzte Einritt in Littauen. Eine Adelsgeschichte aus den Jahren 1811 und 1812 in Versen und zwölf Büchern. Aus dem Polnischen metrisch übertragen von Albert Weiß. Wilhelm Friedrich, Leipzig 1882, 281 Seiten
- 1882: Herr Thaddäus oder Der letzte Einritt in Lithauen. Übersetzt von Siegfried Lipiner. Breitkopf und Härtel, Leipzig 1882, 313 Seiten (vollständiger Text hier online)
- 1955: Pan Tadeusz oder Der letzte Einritt in Litauen. Versepos in 12 Büchern. Nachdichtung von Walter Panitz. Aufbau, Berlin 1955, 602 Seiten [auch bei Rowohlt, Hamburg 1956]
- 1963: Pan Tadeusz oder Die letzte Fehde in Litauen. Versepos. Nachdichtung von Hermann Buddensieg. Eidos, München 1963, 381 Seiten
- 1977: Pan Tadeusz. Das Werk des großen polnischen Romantikers, ein Hohelied der Heimatliebe. Klangbildlich ins Deutsche übertragen von Walburg Friedenberg. Europäischer Verlag, Wien 1977, 332 Seiten
- 2018: Pan Tadeusz oder der letzte Einritt in Litauen. Deutsche Versübertragung von Walter Schamschula. Alfred Kröner Verlag, Stuttgart 2018, ISBN 978-3-520-61101-7, 384 Seiten

## Theaterstück und Verfilmungen
- Der polnische Theaterregisseur Adam Hanuszkiewicz bearbeitete das Versepos für die Bühne und für das Fernsehen.
- Die erste Verfilmung von Pan Tadeusz entstand 1928 als Stummfilm.
- Andrzej Wajda verfilmte das Epos 1999 mit Michał Żebrowski in der Titelrolle und erntete einen großen Kinoerfolg in Polen